# Olympische Sommerspiele 2012/Schießen – Schnellfeuerpistole (Männer)
Der Wettbewerb Schnellfeuerpistole der Männer bei den Olympischen Spielen 2012 in London wurde am 2. und 3. August 2012 in den Royal Artillery Barracks ausgetragen. 39 Schützen nahmen daran teil.
Der Wettbewerb fand in zwei Runden statt, einer Qualifikations- und einer Finalrunde. In der Qualifikationsrunde gab jeder Schütze 60 Schuss über 25 Meter ab. Die Wertung der Treffer ging von 5 bis 10 Ringe. Es wurden zwei Halbprogramme geschossen mit je zwei Serien in acht Sekunden, zwei Serien in sechs Sekunden und zwei Serien in vier Sekunden. Dabei bestand jede Serie aus jeweils fünf Schuss.
Die sechs besten Schützen qualifizierten sich für das Finale. Die Wertung fing wieder bei 0 an. Hier wurden 40 Schüsse abgegeben in acht Serien à fünf Schuss. Wobei der Schuss mindestens eine Wertung von 9,7 haben musste, um als Treffer gewertet zu werden. Für jede Serie gab es vier Sekunden Zeit. Ab der vierten Serie wurde der Schütze mit der jeweils niedrigsten Punktzahl ausgeschlossen, bis nur noch zwei Finalisten übrig blieben, die den Sieg ausschossen.

## Titelträger
| Olympiasieger | Oleksandr Petriv ( Ukraine) | Peking 2008        |
| Weltmeister   | Alexei Klimow ( Russland)   | WM 2010 in München |

## Bestehende Rekorde
| Weltrekord Qualifikation         | Christian Reitz ( Deutschland) Junhong Kim ( Südkorea) | 593 | Osijek, Kroatien Beijing, China | 30. Juli 2013 6. Juli 2014 |
| Olympischer Rekord Qualifikation | Keith Sanderson ( Vereinigte Staaten)                  | 583 | Peking, Volksrepublik China     | 16. August 2008            |
| Weltrekord Finale                | Junhong Kim ( Südkorea)                                | 38  | Changwon, Korea                 | 25. April 2018             |
| Olympischer Rekord Finale        | Reglement der ISSF gilt erst seit 1. Januar 2005       |     |                                 |                            |

## Qualifikation
| Platz | Schütze               | Nation             | 8   | 6   | 4   | Gesamtpunkte | Anmerkung |
| ----- | --------------------- | ------------------ | --- | --- | --- | ------------ | --------- |
| 1     | Alexei Klimow         | Russland           | 197 | 199 | 196 | 592          | WR        |
| 2     | Ding Feng             | China              | 197 | 197 | 194 | 588          |           |
| 3     | Leuris Pupo           | Kuba               | 198 | 196 | 192 | 586          |           |
| 4     | Vijay Kumar           | Indien             | 197 | 193 | 195 | 585          |           |
| 5     | Zhang Jian            | China              | 197 | 195 | 188 | 584          |           |
| 6     | Christian Reitz       | Deutschland        | 196 | 195 | 192 | 583          |           |
| 7     | Martin Podhráský      | Tschechien         | 195 | 193 | 195 | 583          |           |
| 8     | Leonid Jekimow        | Russland           | 195 | 195 | 192 | 582          |           |
| 9     | Martin Strnad         | Tschechien         | 195 | 196 | 189 | 580          |           |
| 10    | Kim Dae-yoong         | Südkorea           | 195 | 193 | 191 | 579          |           |
| 11    | Jorge Llames          | Spanien            | 195 | 194 | 190 | 579          |           |
| 12    | Roman Bondaruk        | Ukraine            | 197 | 193 | 189 | 579          |           |
| 13    | Emil Milev            | Vereinigte Staaten | 196 | 192 | 190 | 578          |           |
| 14    | Keith Sanderson       | Vereinigte Staaten | 197 | 193 | 188 | 578          |           |
| 15    | Jakkrit Panichpatikum | Thailand           | 196 | 196 | 186 | 578          |           |
| 16    | Ralf Schumann         | Deutschland        | 193 | 195 | 189 | 577          |           |
| 17    | Afanasijs Kuzmins     | Lettland           | 194 | 190 | 185 | 569          |           |
| 18    | David Chapman         | Australien         | 179 | 185 | 185 | 559          |           |

## Finale
| Platz | Schütze         | Nation      | 1 | 2 | 3 | 4 | Int | 5 | Int | 6 | Int | 7 | Int | 8 | Gesamtpunkte | Anmerkung |
| ----- | --------------- | ----------- | - | - | - | - | --- | - | --- | - | --- | - | --- | - | ------------ | --------- |
| 1     | Leuris Pupo     | Kuba        | 3 | 5 | 5 | 5 | 18  | 4 | 22  | 4 | 26  | 4 | 30  | 4 | 34           | OR        |
| 2     | Vijay Kumar     | Indien      | 5 | 4 | 4 | 3 | 16  | 4 | 20  | 4 | 24  | 4 | 28  | 2 | 30           |           |
| 3     | Ding Feng       | China       | 4 | 5 | 4 | 3 | 16  | 4 | 20  | 4 | 24  | 3 | 27  |   |              |           |
| 4     | Alexei Klimow   | Russland    | 5 | 4 | 3 | 2 | 14  | 4 | 18  | 5 | 23  |   |     |   |              |           |
| 5     | Zhang Jian      | China       | 3 | 5 | 4 | 2 | 14  | 3 | 17  |   |     |   |     |   |              |           |
| 6     | Christian Reitz | Deutschland | 3 | 3 | 4 | 3 | 13  |   |     |   |     |   |     |   |              |           |

Leuris Pupo gelang der erste kubanische Olympiasieg mit der Schnellfeuerpistole. Es war zudem der erste Olympiasieg eines kubanischen Schützen überhaupt.

Vijay Kumar gewann die erste indische Medaille in dieser Disziplin.